# Úrbel del Castillo
Úrbel del Castillo es una localidad y un municipio situados en la provincia de Burgos, comunidad autónoma de Castilla y León (España), comarca de Páramos, partido judicial de Burgos, cabecera del ayuntamiento de su nombre.

## Geografía
Tiene una superficie de 30,83 km² con una población de 110 habitantes (INE 2007) (incluyendo los tres núcleos de población) y una densidad de 3,57 hab/km². Bañado por el río Urbel.
Desde 2017, el municipio se encuentra incluido en el Geoparque Las Loras, el primer geoparque de la Unesco en Castilla y León.

### Núcleos de población
Úrbel del Castillo es la capital del municipio y cuenta con otros dos núcleos de población que constituyen pedanías:
- La Nuez de Arriba, población a 6,9 km de la capital
- Quintana del Pino, población diseminada a 3,4 km de la capital.

## Demografía
Úrbel del Castillo cuenta con una población de 58 habitantes (INE 2024).
| Gráfica de evolución demográfica de Úrbel del Castillo entre 1842 y 2021 |
| |
| Población de derecho según los censos de población del INE. Población de hecho según los censos de población del INE.Entre el censo de 1857 y el anterior, este municipio desaparece porque se integra en el municipio Nuez de Arriba. Entre el censo de 1897 y el anterior, aparece este municipio porque cambia de nombre y desaparece el municipio Nuez de Arriba. |

Al igual que la mayoría de pueblos castellanos, a partir de la década de 1960 Úrbel del Castillo sufrió una dramática despoblación de jóvenes que emigraban a la ciudad de Burgos y al País Vasco en busca de una mejor vida y trabajo.  Los datos demográficos desde 1857 incluyen los pueblos de Úrbel del Castillo, La Nuez de Arriba y Quintana del Pino:
| 1842 | 1857 | 1860 | 1877 | 1887 | 1900 | 1910 | 1920 | 1930 | 1940 | 1950 | 1960 | 1970 | 1981 | 1991 | 2001 | 2011 | 2021 |
| ---- | ---- | ---- | ---- | ---- | ---- | ---- | ---- | ---- | ---- | ---- | ---- | ---- | ---- | ---- | ---- | ---- | ---- |
| 85   | 467  | 550  | 566  | 539  | 549  | 543  | 512  | 477  | 503  | 474  | 435  | 285  | 151  | 117  | 98   | 98   | 68   |

## Historia
Ver: Castillo de Úrbel

### Origen

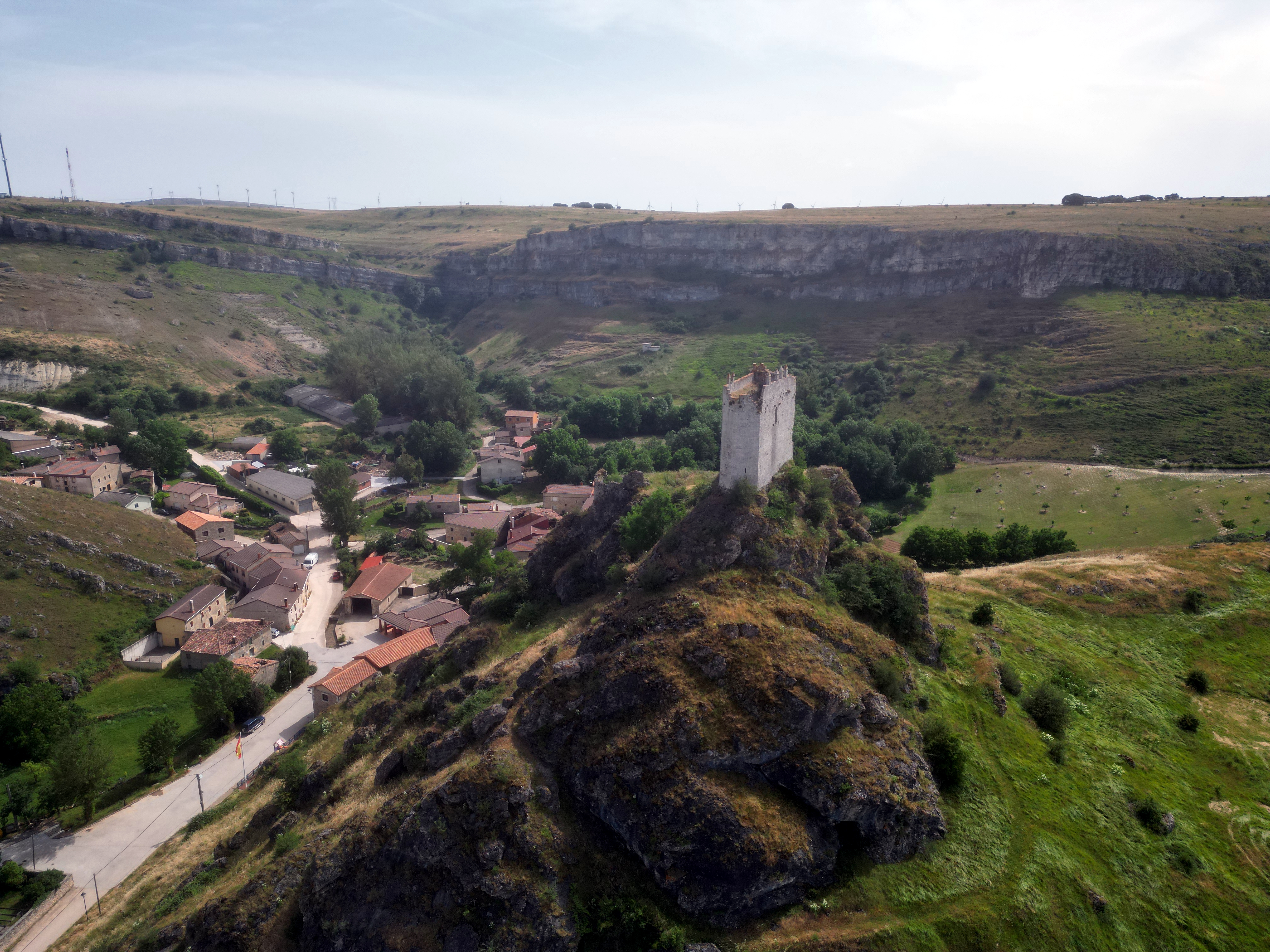
Vista de la torre defensiva y el barrio de Abajo.

El lugar ya podría haber estado poblado desde época romana, pues esporádicamente ha aparecido alguna moneda romana en las faldas del alto donde se sitúa el castillo. Pero unas pocas monedas no son suficiente testimonio para aseverar un origen tan antiguo, y se reconoce que el pueblo nació durante la reconquista, bajo la protección del castillo de Úrbel, construido en el siglo X seguramente que por pobladores vascones y cántabros que se aventuraban a instalarse en estas tierras.
Tradicionalmente se ha considerado este topónimo como de origen vasco, derivado de Ur- (agua) y -beltz (negra).  Pero actualmente está más aceptado entre los expertos el origen del latín. Como remarcó Luciano Huidobro Serna ya en 1909, las citas más antiguas del pueblo, datadas en 1121, aparecen escritas como Uluer o Ulver. Esta grafía podría derivar de Ul- / Ultra- (más allá) y -ver / -verede (ver).  Por lo tanto, el nombre de Úrbel querría decir originariamente "oteadero" o "lugar para mirar a lo lejos". Esta explicación se corresponde perfectamente con la utilidad de atalaya que podría haber tenido el cerro del castillo de Úrbel desde la antigüedad. En Villavieja (municipio de Priaranza del Bierzo) también existió otra localidad llamada Ulver dominada por un castillo en la punta de una loma, que seguramente tuvo una función como atalaya similar a la del Úrbel burgalés. A esta teoría solo parece oponerse la lógica de los sistemas de topónimos, en los que los hidrónimos son los más persistentes (así sucede en otros topónimos mejor documentados, como el río Aragón dando nombre al reino, por ejemplo), en esta línea se sitúan aquellos que sugieren un origen prerromano del topónimo, quizá relacionado con el del río Allier (cuestión que también sugiere la aparición del hidronimo con la grafía "Aluer" y "d'Aluer").

### SiglosXVIIIyXIX
Durante el periodo comprendido entre 1785 y 1833, Úrbel del Castillo formaba parte de la Cuadrilla del Tozo en el Partido de Villadiego, uno de los catorce que formaban la Intendencia de Burgos. Según en el Censo de Floridablanca de 1787, Úrbel tenía jurisdicción de Señorío siendo su titular el duque de Frías, alcalde pedáneo.

## Monumentos y lugares de interés
- Castillo de Úrbel: torre medieval del siglo IX, aunque la construcción actual data del siglo XV.
- Iglesia parroquial dedicada a la Virgen de las Candelas.
- Ermita de San Esteban en el barrio de Arriba. Actualmente es una vivienda particular.

## Administración y política
Para el ejercicio 2007 el presupuesto ascendió a 95 622 euros.
Alcalde (2007-2011): Jesús Puente Crespo